# Academia Bibliográfica Virgen de la Capilla de Jaén
La Academia Bibliográfica Mariana 'Virgen de la Capilla' de Jaén es una corporación académica erigida por la Diócesis de Jaén en 1981, bajo el patronato de la Real Cofradía de la Virgen de la Capilla, patrona de la ciudad de Jaén, Andalucía, España.
Entre los fines de la Academia está la promoción del humanismo cristiano, de la
investigación histórica, el arte, la literatura y cualquier disciplina asociada en torno a la Virgen María. Entre sus actividades destaca la organización de ciclos de conferencias, seminarios de investigación, publicación de monografías o artículos y la gestión de un importante Archivo-Biblioteca de tema mariano.

## Descripción e Historia

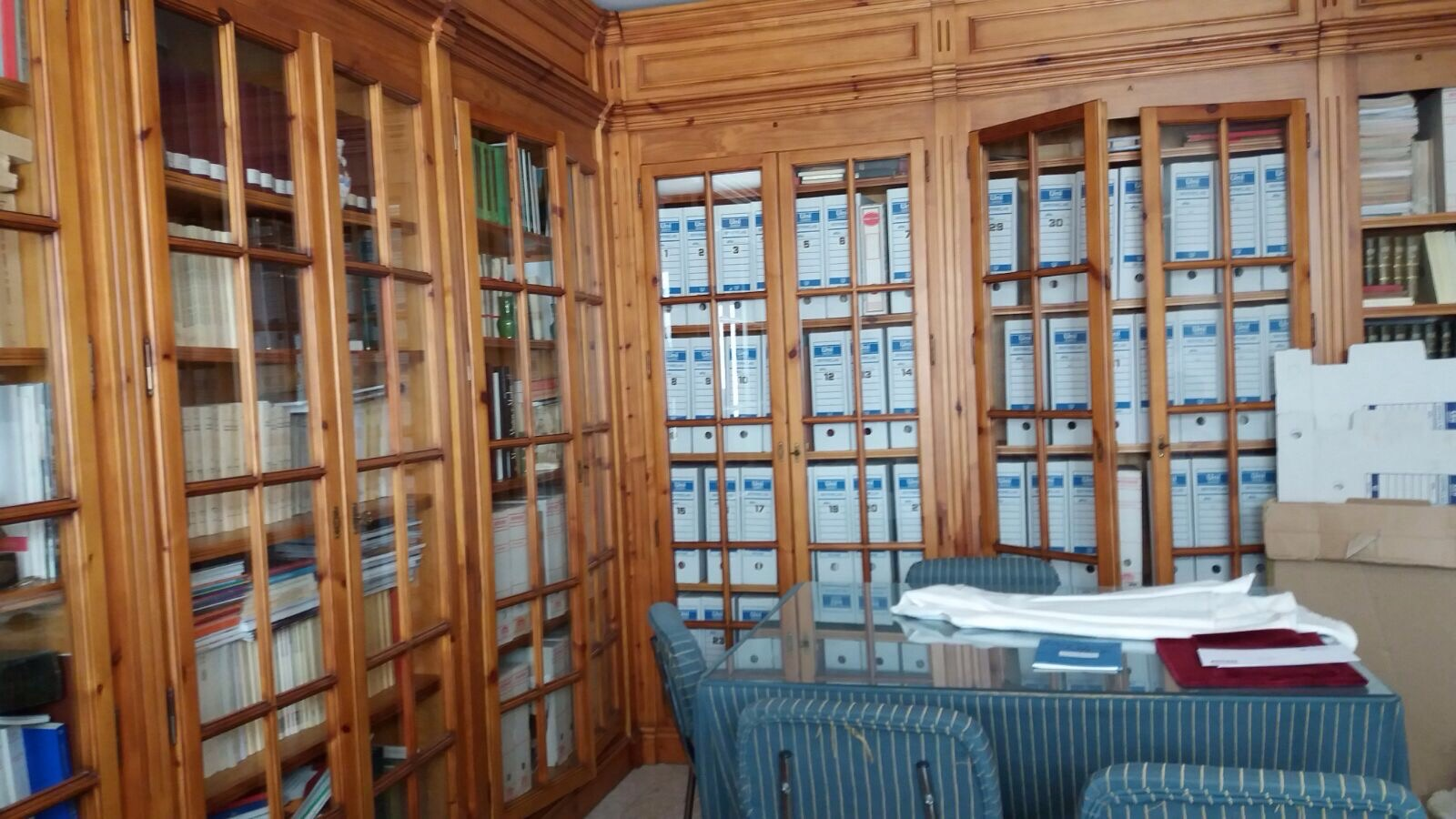
Archivo-Biblioteca de la Academia Mariana de Jaén

La idea de la fundación data de 1967, coincidiendo con la peregrinación de la imagen de la patrona de Jaén hasta Lérida para presidir allí varios actos marianos y culturales. En aquella ciudad existe desde 1862 la Pontificia y Real Academia Mariana, cuya titular es patrona de la ciudad de Lérida. De esa ocasión surgió la idea de fundar en Jaén una institución de similares características.
Desde ese año se fueron reuniendo donativos, de cientos de particulares e instituciones, que desinteresadamente fueron aportando dinero para la compra de una sede para la institución, donde poder acoger la celebración de sus actividades. Tras muchos años de constante trabajo, la labor fundacional alcanzó el definitivo reconocimiento de la Iglesia con el otorgamiento de su Reglamento por parte del obispo de Jaén, don Miguel Peinado Peinado (1911-1993).
Entre 1984 y 1999 la Academia celebró a lo largo de la geografía provincial las ‘Asambleas de Estudios Marianos’, congresos de temática mariana que reunían a los principales estudiosos e investigadores en temas marianos. Sus actas constituyen tesoros bibliográficos para la investigación mariana en la diócesis de Jaén. 
En la actualidad la corporación académica la integran 44 miembros, repartidos entre los residentes en la ciudad de Jaén (académicos numerarios), y los que residen fuera (académicos correspondientes), y una colaboradora que presta su ayuda en la gestión del fondo documental.

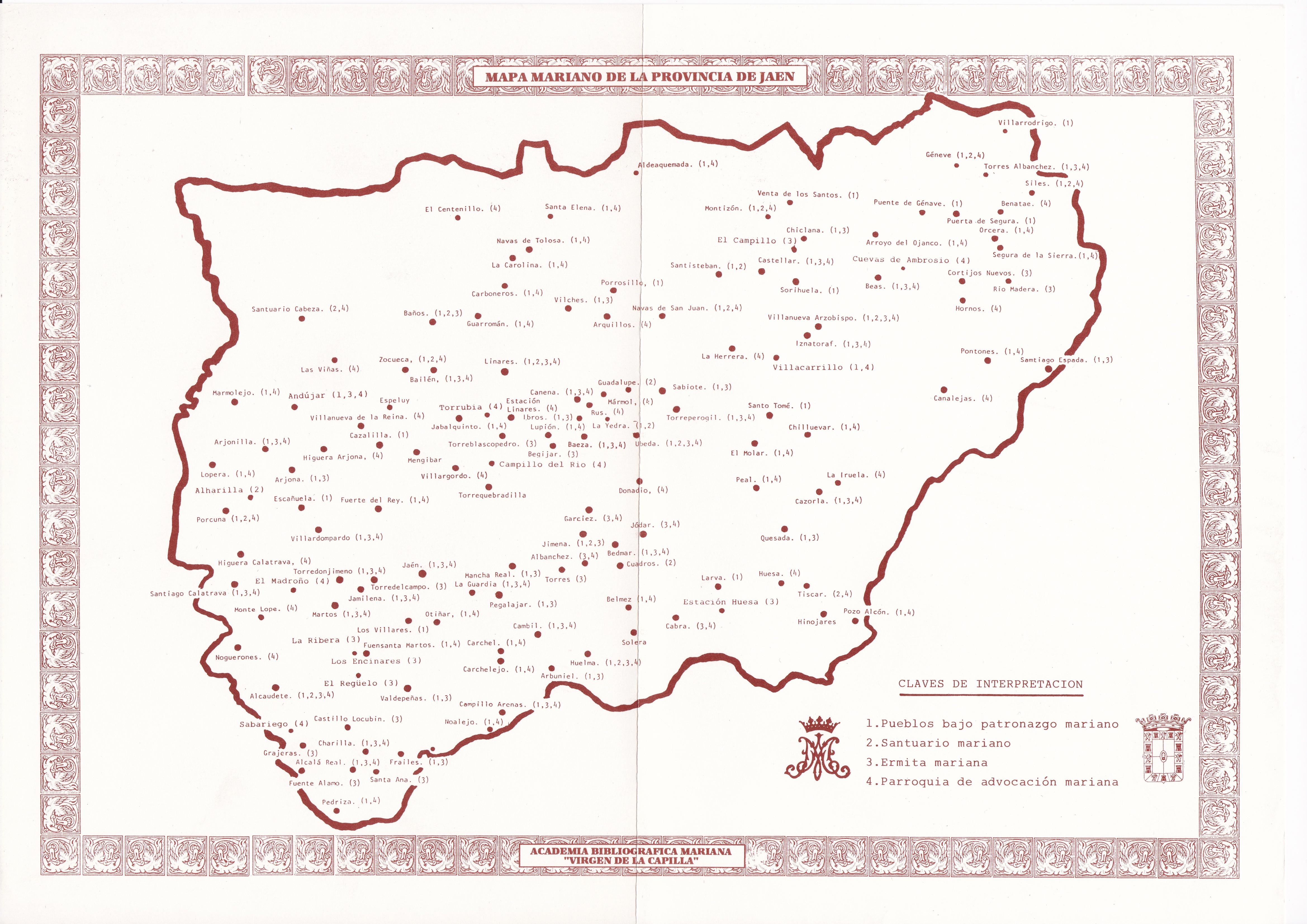
Mapa Mariano de la Provincia de Jaén (España) elaborado por la Academia Mariana.

La Academia atesora desde su fundación un interesante Archivo-Biblioteca que guarda documentación variada sobre la historia de la devoción a la Santísima Virgen de la Capilla, patrona de la ciudad de Jaén, y un amplio fondo relativo a la mayor parte de las poblaciones de la diócesis de Jaén. Entre sus estanterías también se hallan libros y revistas especializadas en temas marianos.
La Academia Mariana ‘Virgen de la Capilla’ gestiona una página web-blog, en la que se recogen información, bibliografía y documentación gráfica en torno a la devoción universal a la Virgen María, con atención especial en el territorio de la actual diócesis de Jaén.
Edita de forma intermintente una Revista de estudios marianos: 'Once de Junio' dedicada a recoger estudios y noticias de tema mariano en la diócesis de Jaén. 
La institución tiene su sede en la ciudad de Jaén, en la Calle de Vicente Montuno Morente, 2, que fue adquirida por suscripción pública para albergar en ella la Academia, y en este lugar desarrolla sus principales actividades.

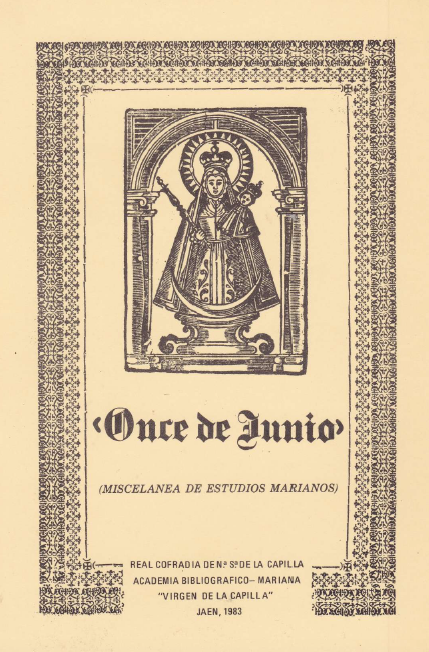
Revista 'Once de Junio', publicación de la Academia Mariana (Jaén, España)